# São Gonçalo dos Campos
São Gonçalo dos Campos est une municipalité brésilienne de l'État de Bahia et la Microrégion de Feira de Santana.